# West Point (New York)
Pour les articles homonymes, voir West Point.
Ne doit pas être confondu avec Académie militaire de West Point.
West Point est une census-designated place située dans la ville de Highlands dans le comté d'Orange, dans l'État de New York, aux États-Unis. Sa population était de 7 138 habitants au recensement de 2000.
L'académie militaire de West Point y est située.
West Point apparaît dans le jeu vidéo Assassin's Creed III.

## Personnalités
- Edith Hoyt (1894-1971), peintre américaine, y est née.